# 里見脩二
里見 脩二（さとみ しゅうじ）は、小説・ドラマ『白い巨塔』に登場する架空の人物。

## 概要
国立浪速大学病院第一内科助教授。財前五郎とは同期で終生のライバル。もう一人の主人公と呼べる存在である。原作の設定では、大阪市出身。
財前とは進む道も考え方も全く対照的で、偉くなりたいから大学に残っているのではなく、ただ研究がしたいから大学に残っているタイプの人間。出世には無関心で、完全なる現場主義者。日に日に弱っていく患者を少しでも助けたいと病理学教室から第一内科へと転じるも、研究一途の姿勢は不変で、学内の権力争いには嫌気が差している。愚直で融通が利かない性格であるため、政治力で医学部長にまで上り詰めた直属の上司、鵜飼からは煙たがられていたが、病理学の大河内教授は里見の医学者としての姿勢を高く評価していた。

## 人物

### 家族
幼くして父親を亡くし、母親も大学卒業を翌年に控えた年に亡くす。一回り以上年の離れた兄・清一がいる。
家族は妻の三知代、息子の好彦の3人家族で、法円坂の公団住宅に居住。三知代は、原作では解剖学者で名古屋大学医学部長の羽田融（のち名誉教授、かつて浪速大学助教授を務めた）の娘という設定であったが、2003年版では、病気の父親の担当医が里見だったという設定になっている。

### 医療裁判
佐々木庸平の初診を担当したが、通院での検査だけでは思うような結果が出ず、自ら依頼した上での財前による診断に基づき、第一外科に転科させて入院の手続きを取る。当初は結核の瘢痕と診断された肺の白い影を胃癌の肺転移と疑い、財前に検査を求めたが受け入れられなかった。手術後、容態が急変しても、里見は癌性肋膜炎を疑うが、財前は術後肺炎と断定し、遂に手術後患者を一度も診察せぬままドイツの外科学会に出張する。まもなく佐々木が亡くなると遺族を説得して病理解剖に同意させる。その結果、死因が術後肺炎ではなく癌性肋膜炎であると判明。遺族は財前を告訴する。
里見は遺族側の証人として、裁判でありのままを証言する。結果、鵜飼より事実上の左遷といえる山陰大学の教授職の斡旋を受ける。本当のことを証言した者が左遷され、誤診をした者が残る不条理な大学病院を白い巨塔と表現し、大学病院を去る。後に大河内教授の紹介で近畿がんセンター第一診断部次長の籍を得る。吉野や十津川などでの検診など癌の早期発見に生きがいを見出す。

### 医療裁判・控訴審～財前の最期
その後、控訴審でも自ら証人となるほか、関口弁護士に助言したり柳原弘の説得を試み、証人の獲得に奔走するなど終始遺族をサポート。特に2003年版では、最終段階で証言を行っていた。結果は遺族側の勝訴となる。
財前が敗訴直後に病に倒れると、行く手を阻む第一外科の医局員らを振り切ってその場で診察。「すぐに胃のレントゲン写真を撮るべきだ」と医局員らに告げる。そして翌日の夕刻、密かに近畿癌センターまで訪れた財前を診察。内視鏡検査で進行癌を発見するが、彼に本当の病を伝えられない。そして、財前の依頼により東貞蔵に財前の執刀を依頼して了承を得る。東による手術の結果手遅れと判明、開腹したのみに終わった後、当時開発されたばかりだった5-FUの使用を提言し、自らサンプルを提供するなど、最後まで財前のために全力を尽くした。東を訪れた帰りに佐枝子が財前の病状について問いただした時には、「財前君はかわいそうな奴です、病気で倒れたというだけでなく、いろいろな意味で本当にかわいそうな奴なんです」と心中を吐露している。
控訴審で真実を証言した結果、事実上大学から排斥された柳原の事も気にかけており、証言直後には、証言に関する証拠についてはできる限り協力を惜しまない旨、関口弁護士を通じて柳原に伝えた。その後は東が院長を務める近畿労災病院への就職を斡旋した。しかし大学に辞表を提出した柳原は高知県檮原の無医村へ行くことを告げ、無医村というところは一時の感傷で務まるものではない、どんな時も全村民の命が君の肩に掛ってくる事になる、という里見の忠告にも応じなかった。柳原の強い意志を知った里見は、無医村で学位論文ができたら自分に送って欲しい、東と相談してしかるべき大学で学位が取れるように力添えしよう、と励まして彼を送り出した。
手術後、胃潰瘍との診断に疑問を持った財前が、真実を教えてくれとすがったのは、財前が人間として最も信頼していた里見だった。そして、その里見に赤いバラの花束を託したのは、財前が女として最も愛していた花森ケイ子であった。そして財前から、金井たちに真実を教えてくれるよう頼んでくれと依頼され、直後に行った鵜飼の部屋において、財前への病状の告知の是非を討論していた医師団の教授たちに対し、財前君はもうすべてを知っています、と語った。この時の会話が、財前と言葉を交わした最後となった。
その後里見は、東らと共に財前の最期を看取り、大河内教授による病理解剖に立ち会う。
クラシック音楽に造詣が深く、自宅にはベートーヴェンの第5交響曲のレコードが3枚あり、指揮者の解釈を楽しんでいた。また、小説ラストの、財前の病理解剖のシーンでは、同じくベートーヴェンの荘厳ミサの一節が胸に湧き上がる、という描写がある。

#### 1978年版
原作同様、佐々木庸平の医療裁判でありのままを証言したのち、近畿がんセンター第一診断部次長の籍を得る。彼のもとで働く第一内科医局員の谷山（演 - 堀内正美）も里見と共に近畿がんセンターに勤めている（谷山は、里見をこよなく尊敬するドラマ版のオリジナルキャラクターである）。
財前の危篤時には実母・黒川きぬを連れてくるが、臨終には間に合わなかった。「癌を告知すべきだった」と話す鵜飼たちに「彼は（全てを）知っていました。しかし気付くのが遅すぎた。つまらない事（選挙や裁判）に気を取られずにもっと早くに…。そうすれば、優秀な外科医を殺さずに済んだ！」と怒りを露わにし、その言葉を聞いた又一が「五郎君…、ワシが悪かった…。ワシが無理をさせたんや！」ときぬとともに泣き崩れた。
財前の死後、東と共に病棟を辞去し、解剖には立ち会っていない。

#### 2003年版
原作や他の映像作品以上に、「人間的な強さを持ち、患者に真正面から向き合う医師」としての描写が強く描写されている。鵜飼から山陰大学保健センター教授の斡旋を受ける。教授昇任という形式ではあるが、学生・教職員の健康管理・保健指導を主業務とするポストで、医学部教員のような研究職からは外されるという事実上の左遷を告げられ、浪速大学医学部を辞職。その後は、千成病院の内科医長として再就職。緩和ケア等、終末医療に従事する。それまで住んでいた団地から、近くと思われる一軒家に引っ越している。医療裁判で証人出廷した事で、妻・三知代とは一時別居状態となっていたが最終的に夫婦関係は修復する。
財前が千成病院へ問診に訪れた際にはCTを取り、ステージⅣにまで癌が悪化した事を告げ、入院を勧めるなど最後まで助けようとしていた。死去する間際、彼の義父である財前又一が、里見が来るのを待っていたかのようなうわ言を口にした財前の気持ちを思いやり、鵜飼らを促して病室を退席させ、彼一人で最期を看取る。
財前が死の直前まで里見に浪速大学付属高度がんセンターの内科部長就任を執拗に要求したが、最後まで受け入れることは無かった。特別版において、死後も鵜飼から就任要請を受けたものの、「患者に最後まで向き合いたい」と固辞したことが語られている（柳原に対し「財前が生きていても断った」と話している）。また、引き続き千成病院に勤務しながら、がんセンター職員と共同で癌治療の研究をしていることが明かされた。
1978年版同様、里見を尊敬するオリジナルキャラクターが登場し、竹内雄太という名前が付けられている（演 - 佐々木蔵之介）。竹内は里見を尊敬している一方で、融通が利かない頑固さと政治力のない彼を心配し、苦々しく思っている。里見が大学を去るときは辞表の撤回を要求し、大学に残って欲しかったという気持ちから、彼との握手を敢えて拒否している。
財前を呼び捨てにして会話をする。また2003年版では、財前や大学病院の後輩、家族との会話時は一人称に「俺」を使用する事が多い。

#### 2019年版
2003年版同様、財前を呼び捨てにして会話をするが、一人称は「僕」を用いている。
医療裁判の第一審で、関口弁護士から証人として出廷してほしいと頼まれる。妻の美知世は里見が出廷すれば大学に楯突く事になるのを心配して反対するが、最終的に里見はありのままの事実を裁判で証言する。その後浪速大学病院を退職し、関西がんセンター先端医療研究所の医師として再就職。大学病院での煩わしい雑務に追われずに研究に専念できることに居心地の良さを感じている。なお原作と違い、この再就職は大河内教授からの紹介ではなく自らの手で行っている。
里見が浪速大学を退職前、第一審で財前が勝利した後に一度は袂を分かつも、控訴審で亀山君子に対する証人尋問の後で財前を呼び止める。里見は財前に連れられて、花森ケイ子がホステスとして働くバー・「ラディゲ」にやって来る。世界外科連盟の理事に立候補するなど、自身の野望を達成するために邁進する財前を友人として心配するが、財前からは原告の佐々木親子側に協力するのをやめてほしいと言われる。だが里見はこの申し出を拒否したため、話し合いは平行線を辿ったままとなる。そして店を出る時、里見はケイ子に「（財前は）いつからあんなに生き急ぐようになったのか」と心配そうに語る。
その後、財前が控訴審で逆転敗訴し、裁判所の出入口で倒れた際には真っ先に駆け付ける。財前が入院した後、里見は自身の職場である関西がんセンターの食堂で柳原に再会。柳原から高知県の診療所に行き無医村医療に専念する事を告げられる。里見は柳原の意志の強さに感心し、「博士論文ができたらまとめて送ってくれ。東先生と協力して、浪速大学で都合が付かなかったら、他の大学で学位を取れるように僕も動くよ」と励まし、縁談を機に結ばれた野田華子と共に高知県へ旅立つ柳原を見送った。
次に里見は東佐枝子に会う。佐枝子は第一審のさなか、里見に「好きです」と告げたが、ここでは「どうするか具体的には決めていないけど、もっと広い世界を観てきます」と告げられる。そして里見への想いを断ち切る形で去って行く佐枝子を見送った。
里見はこの後、財前の訪問を受ける。財前は鵜飼から第一外科に緘口令を出した事で自分の病状を何も知らされない事に疑問を抱き、「俺を診察してほしい。信用できるのはお前だけなんだ」と言われ、診察する。そして、財前にステージⅣaかⅣbの膵臓癌だと告げる。財前からは「東先生に手術してほしい。お前の口から頼んでほしい」と頼まれ、東を訪問し、彼から手術を引き受ける返事をもらう。
だが、財前の膵臓癌はもはや手の施しようがなく手術不能に終わり、後は死を待つばかりであった。里見は財前が亡くなるまで献身的に彼を支え、臨終の際には東たちと共に彼を看取った。

## 演じた俳優
- 田村高廣（1966年、映画）
- 根上淳（1967年、テレビドラマ）
- 山本學（1978年-1979年、テレビドラマ）
- 平田満（1990年、テレビドラマ）
- 江口洋介（2003年-2004年、テレビドラマ）
- 松山ケンイチ（2019年・テレビドラマ）